# Bruno Weber (Museumsleiter)
Bruno Weber (* 5. August 1909 in Hannover; † 23. Januar 1997 in Haldensleben) war ein deutscher Museumsleiter und Naturschützer.

## Leben
Weber wurde in Hannover geboren und besuchte die Schule in Eldagsen. Seine Berufswünsche Förster oder Tierarzt konnte er aufgrund der wirtschaftlichen Lage nicht verwirklichen. In der Eldagser Stadtverwaltung erhielt er eine Ausbildung zum Verwaltungsfachmann. Am 1. November 1934 wurde er an der Stadtverwaltung in Neuhaldensleben angestellt und legte dort die erste Verwaltungsprüfung ab. 1939 heiratete er Edith Lilge. Im Jahr 1941 bestand er die Jägerprüfung und begann mit der Vogelberingung an den Vogelwarten Helgoland, Radolfzell und später Hiddensee. Weber nahm ab 1941 als Soldat am Krieg teil und geriet bis 1946 in Kriegsgefangenschaft. Während der Internierung in Italien lernte er den Naturkundler und späteren Berliner Zoodirektor Heinrich Dathe kennen. 

### Museumsarbeit
Im November 1947 wurde Weber zum Museumsbeauftragten des Volksbildungsamtes ernannt. In dieser Funktion begann er mit dem Wiederaufbau des im Zweiten Weltkrieg zerstörten Museums Haldensleben. 1952 erfolgte die Ernennung zum stellvertretenden Museumsleiter. Im Jahr 1959 schloss Weber eine Ausbildung als Museologe mit der Fachrichtung Naturwissenschaften ab. Von 1960 bis 1976 war er als Leiter des Haldensleber Museums angestellt. Sein großes Verdienst liegt in der Wiedereinrichtung des Museums, zu dem während des Krieges versprengte Sammlungen des Museums zusammengeführt und das Gebäude instand gesetzt werden mussten.

### Naturschutz
Von 1948 bis 1984 war Weber auch als Kreisbeauftragter für Naturschutz tätig. Neben der Ornithologie widmete er sich hier besonders der Kleinsäugerforschung – eine Tätigkeit, die sich auch in der naturwissenschaftlichen Sammlung und Ausstellung des Museums niederschlug. Seit 1954 wurde die Tier- und Pflanzenwelt des Drömlings, eines ehemaligen Niederungsmoores, zu seinem Hauptprojekt. Dank seines Einsatzes wurde 1967 der „Südliche Drömling“ als Landschaftsschutzgebiet ausgewiesen; 1979 wurden ein Fischotter-Schongebiet und 1981 und 1983 zwei Brachvogelschutzgebiete eingerichtet. Weber führte sehr detailreich Tagebücher zum Drömling, die den Mitarbeitern des Naturparks auch heute noch hilfreich sind. Sie wurden kurz nach seinem Tod von der Naturparkverwaltung Drömling herausgegeben.
Ein weiteres Interessengebiet Webers lag in der Beobachtung und Dokumentation von Storchennestern und -nachwuchs. Ab 1955 sammelte er 30 Jahre lang akribisch alle Daten zu Horsten im damaligen Kreis Haldensleben, dazu hatte er ein „Meldernetz“ aufgebaut. Sein vogelkundliches Interesse ging über die Erfassung des Weißstorchbestandes hinaus und betraf viele weitere Vogelarten.
Bruno Weber gehörte ab 1951 der Landeskommission für Ornithologie und Vogelschutz Sachsen-Anhalt an und war bis 1969 Mitglied des Bezirksfachausschusses Ornithologie Magdeburg. Er veröffentlichte weit über 100 Publikationen in Fachzeitschriften und der Publikumspresse; zu ihm und seiner öffentlichkeitswirksamen Naturschutzarbeit wurden weitere rund 1500 Artikel in der Lokalpresse veröffentlicht. Auch hinterließ er eine umfangreiche Farbdia-Sammlung zur Pflanzen- und Tierwelt. Bruno Weber pflegte einen intensiven Briefwechsel mit vielen bekannten Naturforschern seiner Zeit, neben Dathe beispielsweise auch mit Robert März und Erna Mohr. Er war Ehrenvorsitzender der Ornithologischen Arbeitsgemeinschaft Haldensleben e. V. und bei der Aktion Drömling Schutz e. V. aktiv.

## Werke (Auswahl)
- Der Hamster und seine Verbreitung im Kreis Haldensleben, in: Jahresschrift des Kreismuseums Haldensleben, Nr. 1, 1960, S. 57–62.
- Vom Siebenschläfer im Kreis Haldensleben, in: Jahresschrift des Kreismuseums Haldensleben, Nr. 4, 1963, S. 74–86.
- Beitrag zur Ernährung der Eulen und zur Verbreitung der Kleinsäuger in Haldensleben und Umgebung, in: Jahresschrift des Kreismuseums Haldensleben, Nr. 8, 1967, S. 79–95.
- Die Wirbeltiere des Naturschutzgebiets “Wellenberge/Rüsterberg”, in: Jahresschrift des Kreismuseums Haldensleben, Nr. 9, 1968, S. 83–102.
- Die geschützten Wirbeltiere des Kreises Haldensleben, in: Jahresschrift des Kreismuseums Haldensleben, Nr. 16, 1975, S. 67–84.